# Curtis Yarvin

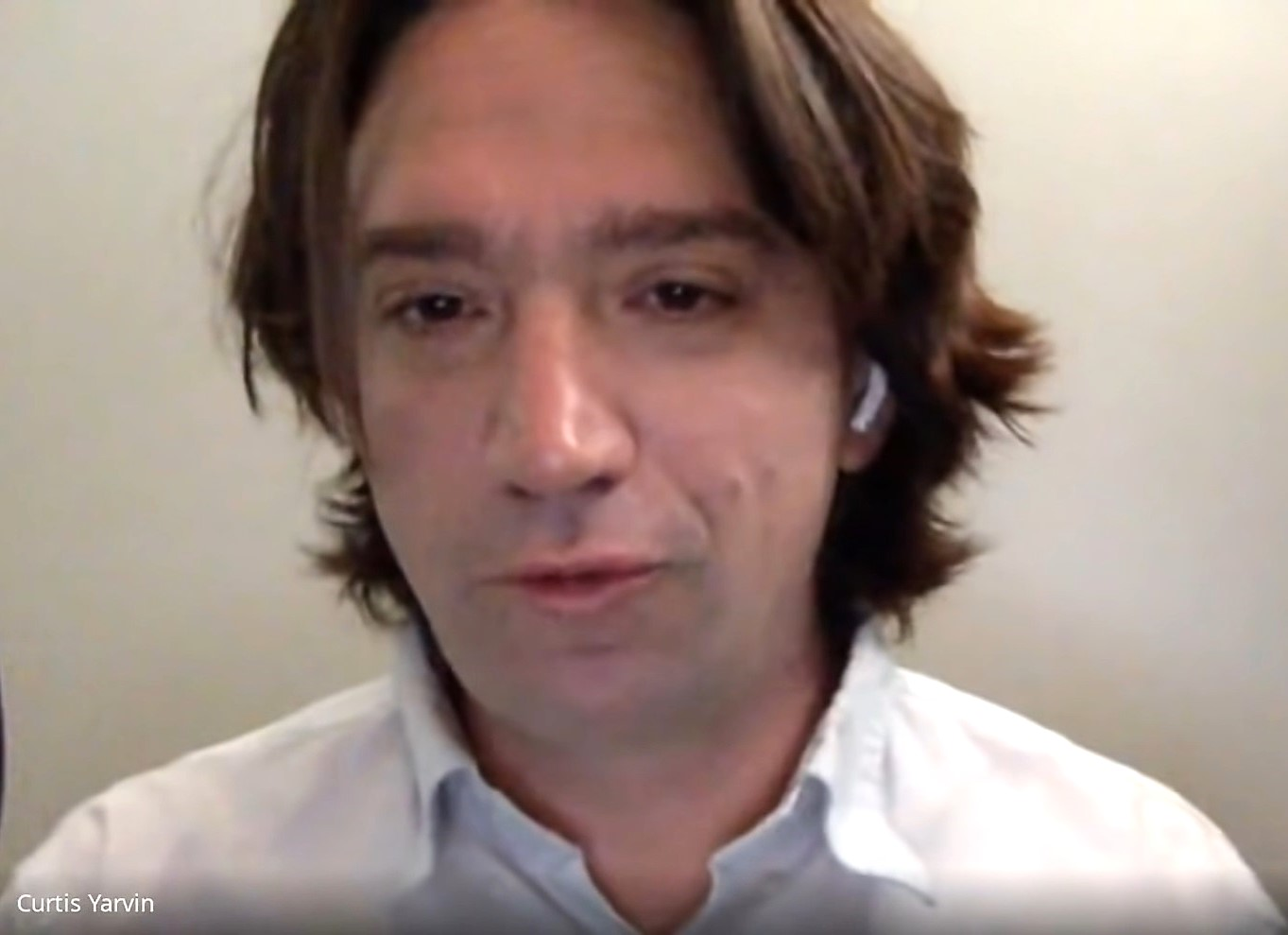
Curtis Yarvin (2020)

Curtis Guy Yarvin (* 25. Juni 1973), auch bekannt unter dem Pseudonym Mencius Moldbug, ist ein US-amerikanischer Blogger und Softwareentwickler. Zusammen mit dem Philosophen Nick Land ist er für seinen Einfluss in der Formulierung der antiegalitären und antidemokratischen Bewegung bekannt, die als Neoreaktionäre Bewegung (Dunkle Aufklärung) bezeichnet wird. Yarvin ist auch der Entwickler der dezentralisierten Computerplattform Urbit, an der er bis zum Jahr 2019 arbeitete.

## Leben
Yarvin wurde in eine liberale säkulare Familie geboren. Seine Großeltern väterlicherseits waren jüdisch-amerikanische Kommunisten. Yarvins Vater, Herbert Yarvin, arbeitete für die US-Regierung als Beamter im auswärtigen Dienst, was seine Familie nach Portugal, Zypern und in die Dominikanische Republik führte. Seine Mutter war eine Protestantin aus Westchester County, die schließlich ebenfalls in den Staatsdienst eintrat, ebenso wie Yarvins Stiefvater. In Fairfax County hatte Yarvin bereits zwei Klassen übersprungen. Im Jahr 1985 kehrte die Familie in die USA zurück. Als Zwölfjähriger besuchte er die zehnte Klasse einer High School in Columbia, Maryland und als 15-jähriger im Rahmen der Johns Hopkins Longitudinal Study of Mathematically Precocious Youth das College. Ein Jahr später wechselte er an die Brown University in Rhode Island. Nach seinem Abschluss 1992 begann er ein Doktorandenprogramm in Informatik an der UC Berkeley. Nach anderthalb Jahren brach er ab, um auf dem Höhepunkt der Dot-Com-Ära in den 1990er Jahren einen Job im technischen Bereich anzunehmen.
Im Jahr 2007 startete Yarvin den Blog Unqualified Reservations, wo er begann seine eigenen politischen Theorien zu verbreiten. Er stellte die Veröffentlichung neuer Blogbeiträge allerdings 2013 weitgehend ein, um sich auf seine unternehmerische Tätigkeit zu konzentrieren. Der Blog Unqualified Reservations wurde 2016 endgültig eingestellt, wobei Yarvin angab, dass dieser „seinen Auftrag erfüllt“ habe.
Yarvin entwickelte 2002 die Plattform Urbit. Im Jahr 2013 war er Mitbegründer des Unternehmens Tlon, um Urbit weiter auszubauen, und veröffentlichte den Code unter einer Open-Source-Lizenz. 2014 kam es zu einem Rechtsstreit zwischen ihm und einem anderen Mitbegründer von Tlon. 2019 zog sich Yarvin aus dem Projekt zurück.
Im Mai 2020 begann Yarvin auf der Newsletterplattform Substack Beiträge unter dem Seitennamen Gray Mirror zu veröffentlichen.

## Ansichten

### Politische Ansichten
In seiner Jugend wurde Yarvin vom Libertarismus beeinflusst und setzte sich mit den Werken von Ludwig von Mises und Murray Rothbard auseinander. Auch die Kultur des Silicon Valley beeinflusste ihn. Yarvins Lektüre von Thomas Carlyle überzeugte ihn davon, dass der Libertarismus ohne die Einbeziehung des Autoritarismus ein zum Scheitern verurteiltes Projekt war, und Hans-Hermann Hoppes 2001 erschienenes Buch Demokratie. Der Gott, der keiner ist markierte Yarvins ersten Bruch mit der Demokratie. Ein weiterer Einfluss war James Burnham, der behauptete, dass die wirkliche Politik durch die Handlungen der Eliten stattfinde, unterhalb dessen, was er als scheinbar demokratische oder sozialistische Rhetorik bezeichnete.
In den 2000er Jahren bestärkte das Scheitern des von den USA geführten Nation-Buildings im Irak und in Afghanistan Yarvins antidemokratische Ansichten, die Reaktion der US-Regierung auf die Finanzkrise von 2008 bestärkte seine libertären Überzeugungen, und die Wahl Barack Obamas zum US-Präsidenten verstärkte seine Überzeugung, dass sich die Geschichte unweigerlich in Richtung linksgerichteter und immer progressiverer Gesellschaften entwickelt. Yarvin ist der Ansicht, dass der eigentliche Sitz der politischen Macht in den Vereinigten Staaten ein Zusammenschluss etablierter Universitäten und der Massenmedien ist, ein Gebilde, das er die Kathedrale (the cathedral) nennt. Diese würden einen quasi religiösen Progressivismus und Idealismus vertreten und eine brahmanische Priesterkaste darstellen. Der Atheist Yarvin sieht die Wurzel des modernen Progressivismus im universalistischen Christentum. Ihm zufolge würde dieser auf Illusionen beruhen und die Ordnung in der Gesellschaft untergraben. Tatsächlich sollte die Funktion des Staates allein in funktionaler und effizienter Regierungsführung bestehen und nicht in der Verwirklichung universaler Prinzipien. Die Aufteilung und Ausweitung der politischen Souveränität in demokratischen Gesellschaften würde zudem zu einem sich immer weiter ausdehnenden Staat führen.
Yarvin versteht Demokratie als ineffizient und verschwenderisch und lehnt freie Wahlen und demokratische Rechte ab. In seinem Blog sprach sich Yarvin für die Abschaffung der bestehenden liberalen Demokratie und ihre Ersetzung durch monarchistische und absolutistische Regime aus. Er plädiert für die Umwandlung der bestehenden Staaten in eine Vielzahl von als private Aktiengesellschaften geführte Kleinstaaten, deren Anteilseigner die Politik ohne Mitbestimmung der Allgemeinbevölkerung bestimmen. Der Staat wäre dieser Vision zufolge ein Unternehmen, welches ein Gebiet besitzt. Der Geschäftsführer könnte dabei effizient regieren, würde allerdings von den Anteilseignern kontrolliert werden. Das einzige Recht der einzelnen Personen soll in Yarvins Konzept das auf einen „Exit“ in einen der anderen Kleinstaaten sein. Deren Wettbewerb untereinander soll diese entsprechend zu guter Regierungsführung zwingen. Als Vorbild dafür sieht Yarvin den autoritär regierten Stadtstaat Singapur an. Laut Yarvin würden die Konkurrenz der Staaten und die Möglichkeit der Migration aus einem Staat in einen anderen deren möglichen Despotismus und Einschränkungen der individuellen Freiheit begrenzen.
Yarvins politische Ansichten wurden als neoreaktionär, neomonarchistisch und neofaschistisch bezeichnet. Er selbst bezeichnete sie als restaurativ und formalistisch.

### Ansichten zu biologisch determinierten ethnischen Unterschieden
Yarvin glaubt an auf biologischen Grundlagen beruhende Intelligenzunterschiede zwischen ethnischen Gruppen. So vertrat er in seinem Blog die Ansicht, dass weiße Amerikaner im Durchschnitt intelligenter seien als Afroamerikaner und bezeichnete einige ethnische Gruppen als besser für Sklaverei geeignet als andere. Er selbst bezeichnete seine Ansichten als nicht rassistisch, da behauptete Intelligenzunterschiede keine Werturteile über Menschen darstellen würden. Im Jahr 2009 schrieb er, dass die US-Bürgerrechtsprogramme „auf Bevölkerungsgruppen angewandt wurden, die von jüngeren Jägern und Sammlern abstammen und nicht gerade für ihre robuste Moral bekannt sind“ und dass das Ergebnis „absoluter menschlicher Müll sei“. Yarvins Ansichten sorgten im Jahr 2016 dafür, dass sich Sponsoren und Mitredner von einer Programmiererkonferenz zurückzogen, auf der Yarvin reden sollte.

## Einfluss
Sein anfangs obskurer politischer Blog nahm vom Internet aus Einfluss auf konservative und libertäre Kreise und bildete einen erheblichen ideengebenden Einfluss auf eine politische Ideologie, welche als neoreaktionäre Bewegung (NRx) bekannt geworden ist. Der Philosoph Nick Land bezog sich auf die Ideen Yarvins in einem von ihm formulierten Essay und gab ihr den alternativen Titel Dunkle Aufklärung (Dark Enlightenment). Viele Konzepte und Begriffe von Yarvin fanden Eingang in das Glossar der Alt-Right. Ein besonderer Einfluss wurden Yarvins Ideen auch auf libertäre Kreise des Silicon Valley zugeschrieben, besonders auf den Technologieinvestor Peter Thiel, welcher 2009 Freiheit und Demokratie als miteinander unvereinbar bezeichnete. So investierte Thiel in Yarvins Unternehmen Tlon. Im Jahr 2016 behauptete Yarvin privat, er habe Thiel „gecoacht“.
Yarvin wurde im Februar 2017 bekannt, als das Magazin Politico berichtete, dass Steve Bannon, der unter US-Präsident Donald Trump Chefstratege im Weißen Haus war, Yarvins Blog las und dass Yarvin „Berichten zufolge eine Verbindung zum Weißen Haus hergestellt hat und mit Bannon und seinen Helfern über einen Vermittler kommuniziert“. Diese Berichte wurden allerdings von Yarvin selbst dementiert.
Der republikanische US-Vizepräsident James David Vance gilt als Vertrauter und „Freund“ Yarvins. Im Januar 2025 nahm Yarvin an einer Einweihungsgala von Trump in Washington teil; Politico berichtete, dass er aufgrund seines „übergroßen Einflusses auf die Trumpsche Rechte“ ein „informeller Ehrengast“ war.

## Privates
Curtis Yarvin war mit Jennifer Kollmer (1971–2021) verheiratet, die im April 2021 in San Francisco an den Folgen einer erblich bedingten Kardiomyopathie starb. Mit ihr hat er zwei Kinder. Aus einer kurzen Beziehung mit der Autorin Lydia Laurenson stammt ein drittes Kind. Im Jahr 2024 heiratete er Kristine Militello.